# 潜水蒸气喷发

潜水蒸气喷发示意圖：1：水蒸氣雲，2：岩漿管道，3：熔岩和火山灰層，4：地層，5：地下水位，6：爆炸，7：岩漿室

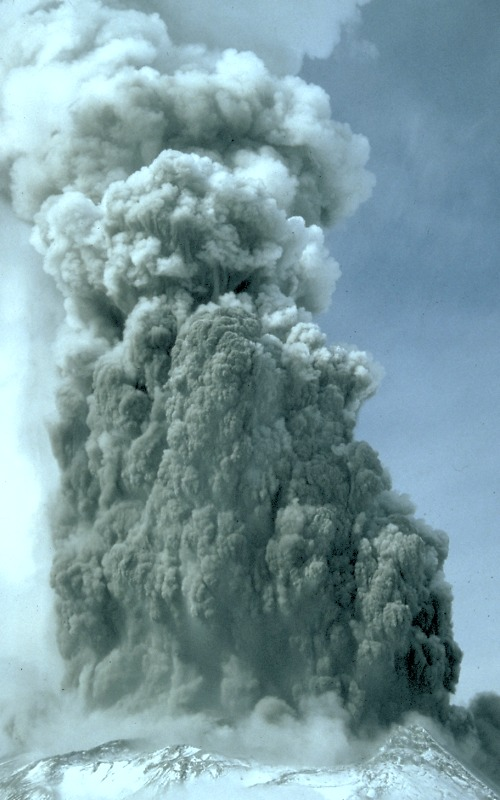
1980 年春天，華盛頓州圣海伦火山山頂的火山爆發

潜水蒸气喷发（英語：phreatic eruption）
是一種蒸汽火山噴發
。當岩漿噴出時遇到地下水或地表水，並被極高的岩漿溫度（從500到1,170C（930到2,100F））瞬間加熱為蒸汽，其將導致蒸汽、水、火山灰、岩石和火山彈等一起爆發。在華盛頓州的聖海倫斯山1980年普林尼式火山噴發發前，其發生了數百次蒸汽爆發。若岩漿溫度不高，潜水蒸气喷发可能會導致泥火山。
潜水蒸气喷发通常包括蒸汽和岩石碎片，且液態熔岩很少。岩石碎片的溫度可以是冰冷，也可以是熾熱。如果有熔融岩漿一起喷发，火山學家會將該事件歸類為准岩浆型火山噴發。這種噴發偶爾會形成稱為低平火山口的寬闊低地形火山口。潜水蒸气喷发常排放二氧化碳或硫化氫氣體。這對人體是有害的，因為足夠濃度的二氧化碳能造成窒息，而硫化氫是一種毒物。例子如1979年爪哇島的一次潜水蒸气喷发，其造成140人死亡，其中大多數人是由於氣體中毒。 